# Solovetskijöarna

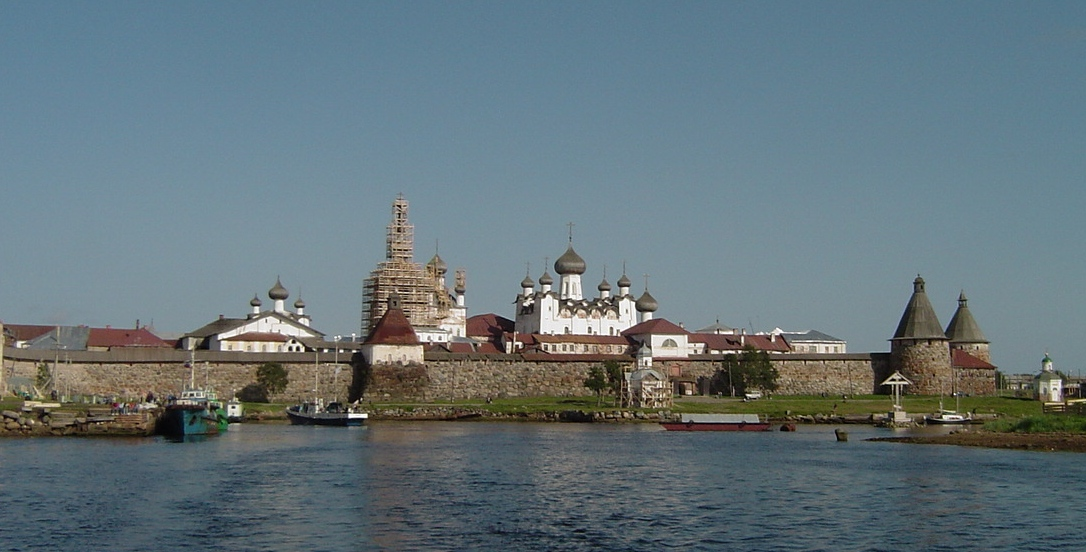
Solovetskij sett från havet.

Solovetskijöarna (ryska: Солове́цкие острова́) eller Solovetskijarkipelagen, förkortas ofta Solovki, ligger i norra Onegabukten i Vita havet. Öarna administreras från Archangelsk oblast i Ryssland som Solovetskijdistriktet. Öarna omfattar cirka 347 km² och har en befolkning på 968 invånare enligt folkräkningen från 2002, en minskning sedan folkräkningen år 1989 då öarna hade en befolkning på 1 317 invånare. Ögruppen är sedan 1992 ett världsarv.
Öarna är mest kända för sin historiska kyrka, det vill säga platsen för det ryskortodoxa Solovetskijklostret, grundat på 1400-talet, vars befästningar fungerat som skydd för attacker under Stora oredan, Krimkriget och Ryska inbördeskriget. Peter den store besökte klostret 1694.
Öarna är även kända för att ha fungerat som fångläger i det sovjetiska gulagsystemet.
Arkipelagen består av sex öar, de största är Solovetskij, Anzerskij, Bolsjaja Muksalma, och Malaja Muksalma. Öarna har många vikar och uddar. Öarna är formade av granit och gnejs och backiga där den högsta punkten mäter 107 meter över havsytan. Merparten av öarna är täckta av tall- och granskogar, delvis sanka. Öarna har ett stort antal sjöar som är förbundna med kanaler.